# Тодоров Аркадій Дмитрович
Арка́дій Дми́трович То́доров (*1852 — †1927, м. Одеса) — інженер, відомий архітектор.

## Життєпис
Навчався в Санкт-Петербурзькому будівельному училищі у 1871—1876 рр.
Був призначений молодшим інженером будівельного відділення Бессарабського губернського правління.
У 1878 р. переїхав до Одеси, займався приватною практикою — проєктуванням та будівництвом житлових будинків. До 1883 р. був архітектором Товариства взаємного страхування. З 1879 р. також працював архітектором у Міській управі. Згодом — архітектор Херсонської єпархії.
У 1883 р. був обраний одним із міських архітекторів Одеси та членом Одеського відділення Імператорського Російського технічного товариства. З 1891 р. член ради Одеського товариства витончених мистецтв.
Спроєктував і збудував промислові будівлі корпусів вагоноремонтних майстерень та ін., які за своїми рішеннями на десятки років йшли попереду промислового будівництва Одеси. Унікальні споруди А. Тодорова це і криті корпуси Нового ринку (1891—1911) при участі інших архітекторів.
З 1920 по 1927 рр. працював у ВО «Пайбуд» і комісії по рецензуванню перепланування Одеси.

## Відомі роботи

### Одеса
- Гуртожиток Новоросійського університету Попечительства про недостатніх студентів, 1881 р., вул. Мечнікова, 4[1].
- Нічліжний притулок барона Масса, 1880—1881 рр., Старопортофранківська вул., 28.
- Міські бійні, 1883 р., вул. Чорноморського козацтва, 80[2].
- Будинок М. М. Пащенка, 1883 р., Приморська вул., 16[3].
- Олексіївська церква на Молдаванці, 1887—1888 рр., Олексіївська пл. (не збереглась, відбудована).
- Вознесенська церква на Слобідці Романівці, 1888 р., вул. Ширшова, 20.
- Початкове училище з Пантелеймонівською церквою  на Куяльнику, 1886 р.
- Корпуси Нового базару, ? — 1896 р., Торгова вул., 26.
- Дворовий будинок-особняк художника А. Швейкевича, 1899 р., Князівська вул., 2)[4].
- Будинок П. А. Манжелея, 1901 р., вул. Мечнікова, 42 (з боку вул. 10 квітня)[5].
- Будинок Р. А. і Є. І. Гудлет, 1902 р., Ніжинська вул., 75[6].

### Інші населені пункти
- С. Червоний маяк (Бериславський район). Церква Вознесіння Господнього у Бізюкову монастирі, ? — 1893 рр. (не збереглась)[7].
- С. Баштине. Церква Олександра Невського, 1890 р.

## Реконструкції
- Будинок Е. Шпака — вул. Рішел'євська 64, Одеса (1881).
- Хрестовоздвиженська церква архієрейського будинку — Одеса (1890-ті).
- Свято-Троїцька церква — Одеса (1900—1908).
- Преображенський собор — Одеса (1911).